# Yule River
Yule River är ett vattendrag i Australien. Det ligger i delstaten Western Australia, omkring 1 300 kilometer norr om delstatshuvudstaden Perth.
Omgivningarna runt Yule River är i huvudsak ett öppet busklandskap. Trakten runt Yule River är nära nog obefolkad, med mindre än två invånare per kvadratkilometer. Stäppklimat råder i trakten. Genomsnittlig årsnederbörd är 535 millimeter. Den regnigaste månaden är januari, med i genomsnitt 205 mm nederbörd, och den torraste är augusti, med 1 mm nederbörd.